# Gelos
Pour le dieu grec, voir Gélos (mythologie).
Gelos, ou Gélos, (prononcé [ʒəlɔs] ; en béarnais Gelòs ou Yelos) est une commune française, située dans le département des Pyrénées-Atlantiques en région Nouvelle-Aquitaine.
Le gentilé est Gelosien.

## Géographie

### Localisation
La commune de Gelos se trouve dans le département des Pyrénées-Atlantiques, en région Nouvelle-Aquitaine.
Sur le plan historique et culturel, Gelos fait partie de la province du Béarn, qui fut également un État et qui présente une unité historique et culturelle à laquelle s’oppose une diversité frappante de paysages au relief tourmenté.
Elle se situe à 2,6 km par la route de Pau, préfecture du département
La commune fait en outre partie du bassin de vie de Pau.
Les communes les plus proches sont : 
Jurançon (1,4 km), Mazères-Lezons (1,7 km), Bizanos (1,7 km), Pau (2,0 km), Uzos (2,7 km), Billère (3,0 km), Aressy (3,9 km), Rontignon (4,1 km).

### Communes limitrophes
Les communes limitrophes sont Bosdarros, Gan, Jurançon, Mazères-Lezons, Pau, Rontignon, Uzos et Bizanos.
|          | Pau       | Bizanos (par un quadripoint), Mazères-Lezons |
| Jurançon | Gelos     | Uzos                                         |
| Gan      | Bosdarros | Rontignon                                    |

### Hydrographie

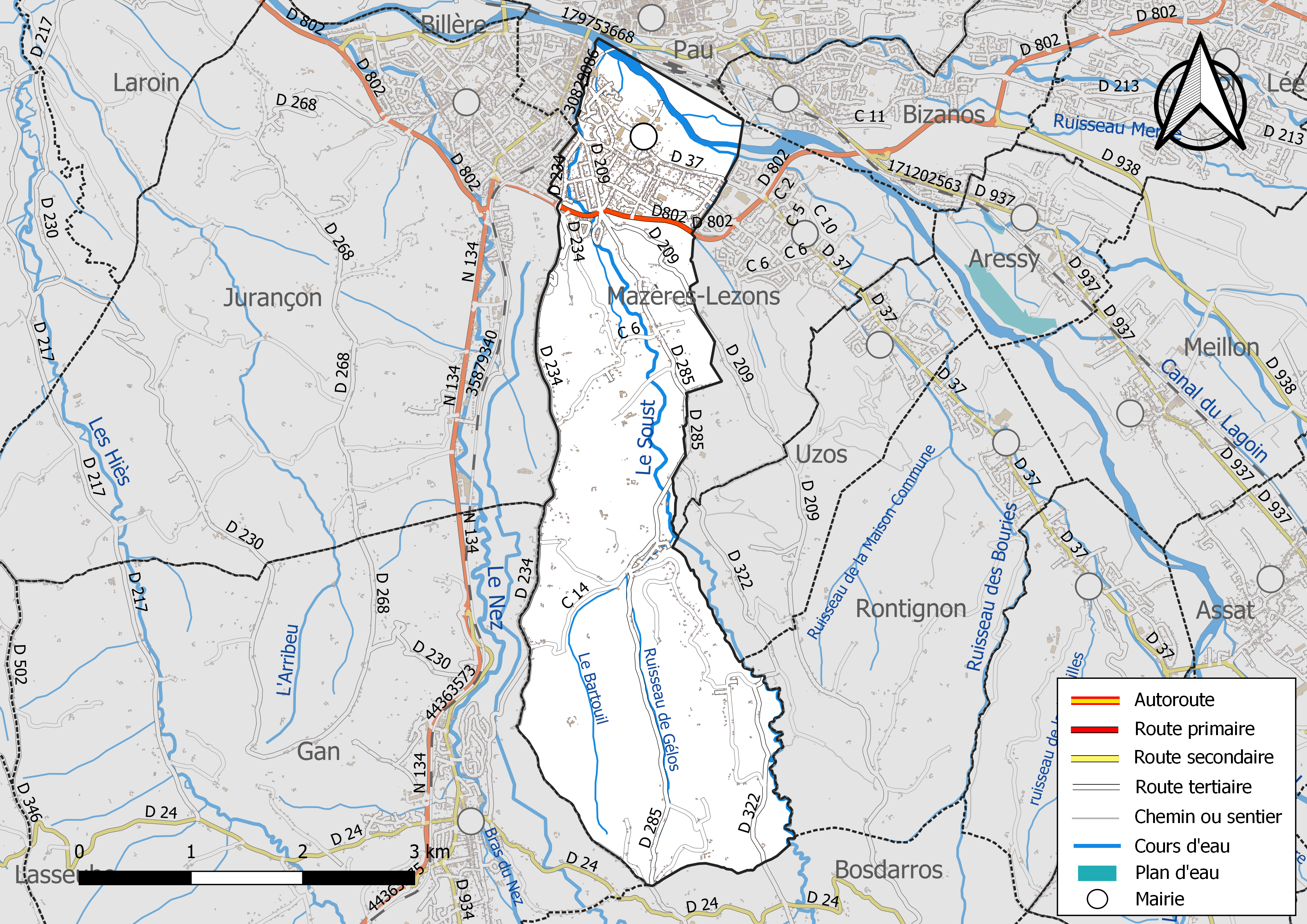
Réseaux hydrographique et routier de Gelos.

La commune est drainée par le gave de Pau, l'Ousse, le Soust, le ruisseau des Bouries, un bras du gave de Pau, le Bartouil, le ruisseau de Gélos, le ruisseau de l'Oulié, et par divers petits cours d'eau, constituant un réseau hydrographique de 17 km de longueur totale,.
Le gave de Pau, d'une longueur totale de 192,8 km, prend sa source dans la commune de Gavarnie-Gèdre et s'écoule du sud-est vers le nord-ouest. Il traverse la commune et se jette dans l'Adour à Saint-Laurent-de-Gosse, après avoir traversé 88 communes.
L’Ousse, d'une longueur totale de 42,4 km, prend sa source dans la commune de Bartrès et s'écoule du sud-est vers le nord-ouest. Il traverse la commune et se jette dans le gave de Pau sur le territoire communal, après avoir traversé 19 communes.
Le Soust, d'une longueur totale de 24,4 km, prend sa source dans la commune de Sévignacq-Meyracq et s'écoule du sud vers le nord. Il traverse la commune et se jette dans le gave de Pau à Pau, après avoir traversé 7 communes.

### Climat
Pour des articles plus généraux, voir Climat de la Nouvelle-Aquitaine et Climat des Pyrénées-Atlantiques.
Historiquement, la commune est exposée à un climat de montagne.  
En 2020, Météo-France publie une typologie des climats de la France métropolitaine dans laquelle la commune est toujours exposée à un climat de montagne et est dans la région climatique Pyrénées atlantiques, caractérisée par une pluviométrie élevée (>1 200 mm/an) en toutes saisons, des hivers très doux (7,5 °C en plaine) et des vents faibles.
Pour la période 1971-2000, la température annuelle moyenne est de 13,1 °C, avec une amplitude thermique annuelle de 13,9 °C. Le cumul annuel moyen de précipitations est de 1 195 mm, avec 11,5 jours de précipitations en janvier et 8,7 jours en juillet. Pour la période 1991-2020, la température moyenne annuelle observée sur la station météorologique la plus proche, située sur la commune d'Uzein à 13,83 km à vol d'oiseau, est de 13,7 °C et le cumul annuel moyen de précipitations est de 1 093,8 mm,. Pour l'avenir, les paramètres climatiques de la commune estimés pour 2050 selon différents scénarios d’émission de gaz à effet de serre sont consultables sur un site dédié publié par Météo-France en novembre 2022.

### Milieux naturels et biodiversité

#### Réseau Natura 2000
Le réseau Natura 2000 est un réseau écologique européen de sites naturels d'intérêt écologique élaboré à partir des Directives « Habitats » et « Oiseaux », constitué de zones spéciales de conservation (ZSC) et de zones de protection spéciale (ZPS).
Un site Natura 2000 a été défini sur la commune au titre de la « directive Habitats » : le « gave de Pau », d'une superficie de 8 194 ha, un vaste réseau hydrographique avec un système de saligues encore vivace,.

#### Zones naturelles d'intérêt écologique, faunistique et floristique
L’inventaire des zones naturelles d'intérêt écologique, faunistique et floristique (ZNIEFF) a pour objectif de réaliser une couverture des zones les plus intéressantes sur le plan écologique, essentiellement dans la perspective d’améliorer la connaissance du patrimoine naturel national et de fournir aux différents décideurs un outil d’aide à la prise en compte de l’environnement dans l’aménagement du territoire.
Une ZNIEFF de type 2 est recensée sur la commune, : 
le « réseau hydrographique du gave de Pau et ses annexes hydrauliques » (3 000,84 ha), couvrant 71 communes dont 10 dans les Landes, 59 dans les Pyrénées-Atlantiques et 2 dans les Hautes-Pyrénées.

## Urbanisme

### Typologie
Au 1er janvier 2024, Gelos est catégorisée ceinture urbaine, selon la nouvelle grille communale de densité à sept niveaux définie par l'Insee en 2022.
Elle appartient à l'unité urbaine de Pau, une agglomération intra-départementale regroupant 55  communes, dont elle est une commune de la banlieue,,. Par ailleurs la commune fait partie de l'aire d'attraction de Pau, dont elle est une commune de la couronne,. Cette aire, qui regroupe 227 communes, est catégorisée dans les aires de 200 000 à moins de 700 000 habitants,.

### Occupation des sols

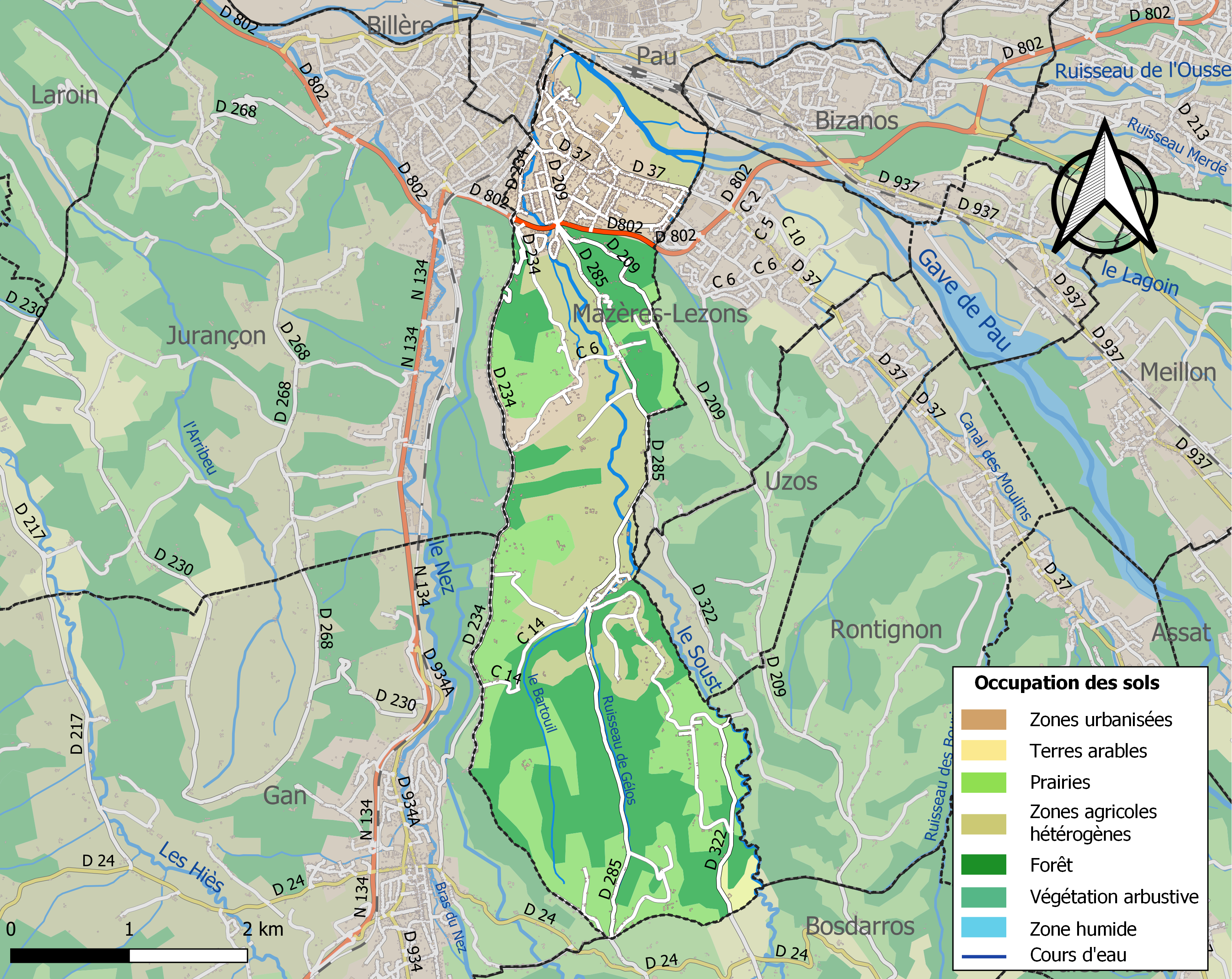
Carte des infrastructures et de l'occupation des sols de la commune en 2018 (CLC).

L'occupation des sols de la commune, telle qu'elle ressort de la base de données européenne d’occupation biophysique des sols Corine Land Cover (CLC), est marquée par l'importance des territoires agricoles (51,2 % en 2018), en diminution par rapport à 1990 (54,7 %). La répartition détaillée en 2018 est la suivante : 
forêts (33,1 %), prairies (26,1 %), zones agricoles hétérogènes (24,2 %), zones urbanisées (13,2 %), espaces verts artificialisés, non agricoles (2,3 %), terres arables (0,9 %), zones industrielles ou commerciales et réseaux de communication (0,2 %). L'évolution de l’occupation des sols de la commune et de ses infrastructures peut être observée sur les différentes représentations cartographiques du territoire : la carte de Cassini (XVIIIe siècle), la carte d'état-major (1820-1866) et les cartes ou photos aériennes de l'IGN pour la période actuelle (1950 à aujourd'hui).

### Lieux-dits et hameaux

#### La Bielle (le Bourg)
Le cœur historique de Gelos. Le bourg ancien est situé entre les rues des Trois Frères Peyrou, l’avenue du Général Leclerc et l’avenue Henri Fanfelle. À partir des années 1930, l'urbanisation continue jusqu’à ses limites naturelles : les coteaux au Sud, et le Gave au Nord. La Bielle se situe aujourd’hui dans la continuité de Pau (quartier du 14 Juillet), de Jurançon et de Mazères-Lezons.

#### Le Bourdalat (le Hameau)
Village périurbain récent composé de quelques dizaines de pavillons, situé à l’extrémité de la Vallée Heureuse, à la frontière des communes de Mazères-Lezons et de Rontignon. Le Château de Tout-y-Croît le voisine sur le coteau adverse.

#### Le quartier Beauchamps – La Chambrière
De nombreuses maisons à pignons y sont visibles.

#### Le quartier de la Tannerie
Le Quartier tire son nom de la tannerie Bochet et Dulau, spécialisée dans la production de cuir destiné à la fabrication de chaussures qui s'y implante dans les années 1890. En 1967, la tannerie ferme ses portes, et le quartier est désormais réinvesti par des artistes et des artisans. Son dirigeant emblématique Pierre Bochet, également bénévole à la Section Paloise s'est éteint en 2015.

#### Le quartier Ribet

##### La Vallée Heureuse
La Vallée Heureuse abrite de grands domaines historiques de villégiature bâtis à la Belle Époque le long de la route de Piétat (villas Montrose, Estéfani, Le Vignal, Nirvana), de la route des coteaux de Guindalos (La Tisnère, Le Tinaud, Montfleury) et des chemins de randonnées (domaine de Béterette, Castel Béarn).

### Voies de communication et transports
La commune est desservie par les routes départementales D 37, D 209, D 285 et D 802.

#### Transports urbains
Gelos est desservie par le réseau de bus Idelis :
- Pau — Zénith ↔ Mazères — L'Arriou

### Risques majeurs
Le territoire de la commune de Gelos est vulnérable à différents aléas naturels : météorologiques (tempête, orage, neige, grand froid, canicule ou sécheresse), inondations, mouvements de terrains et séisme (sismicité moyenne). Il est également exposé à un risque technologique,  le transport de matières dangereuses, et à un risque particulier : le risque de radon. Un site publié par le BRGM permet d'évaluer simplement et rapidement les risques d'un bien localisé soit par son adresse soit par le numéro de sa parcelle.

#### Risques naturels
La commune fait partie du territoire à risques importants d'inondation (TRI) de Pau, regroupant 34 communes concernées par un risque de débordement du gave de Pau, un des 18 TRI qui ont été arrêtés fin 2012 sur le bassin Adour-Garonne. Les événements antérieurs à 2014 les plus significatifs sont les crues de 1800, crue la plus importante enregistrée à Orthez (H = 15,42 m au pont d'Orthez), du 23 juin 1875, exceptionnelle par son ampleur géographique, des 27 et 28 octobre 1937, la plus grosse crue enregistrée à Lourdes depuis 1875, du 3 février 1952, du 27 janvier 1972 (10,46 m à Orthez pour Q = 725 m3/s), du 28 novembre 1974, du 1er juin 1978 (3,40 m à Rieulhès pour Q = 504 m3/s) et du 19 juin 2013. Des cartes des surfaces inondables ont été établies pour trois scénarios : fréquent (crue de temps de retour de 10 ans à 30 ans), moyen (temps de retour de 100 ans à 300 ans) et extrême (temps de retour de l'ordre de 1 000 ans, qui met en défaut tout système de protection). La commune a été reconnue en état de catastrophe naturelle au titre des dommages causés par les inondations et coulées de boue survenues en 1982, 1992, 1993, 1997, 2006, 2008, 2009, 2013 et 2018,.
Les mouvements de terrains susceptibles de se produire sur la commune sont des affaissements et effondrements liés aux cavités souterraines (hors mines). Afin de mieux appréhender le risque d’affaissement de terrain, un inventaire national permet de localiser les éventuelles cavités souterraines sur la commune.

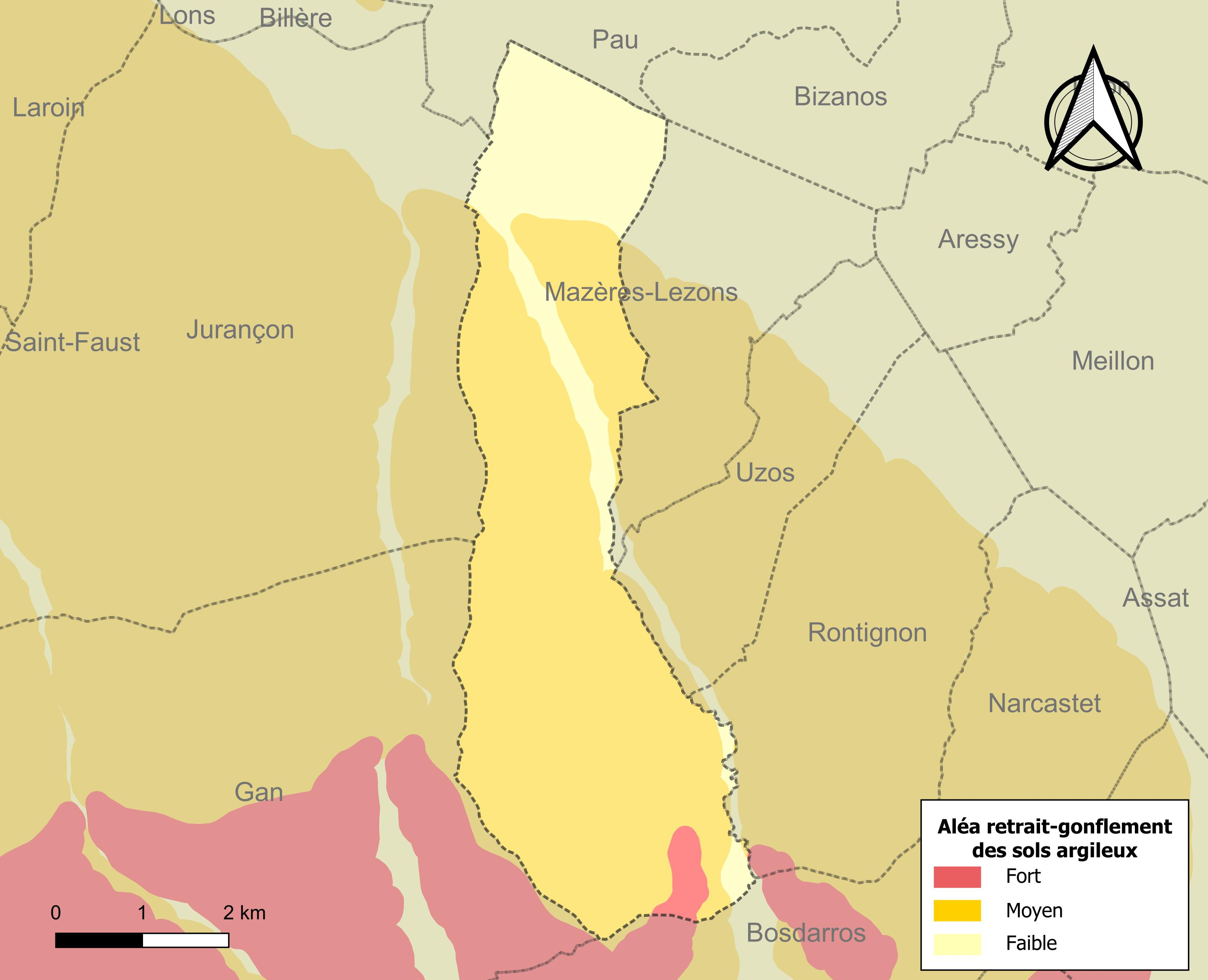
Carte des zones d'aléa retrait-gonflement des sols argileux de Gelos.

Le retrait-gonflement des sols argileux est susceptible d'engendrer des dommages importants aux bâtiments en cas d’alternance de périodes de sécheresse et de pluie. 77,9 % de la superficie communale est en aléa moyen ou fort (59 % au niveau départemental et 48,5 % au niveau national). Depuis le 1er octobre 2020, en application de la loi ELAN, différentes contraintes s'imposent aux vendeurs, maîtres d'ouvrages ou constructeurs de biens situés dans une zone classée en aléa moyen ou fort,.
Concernant les mouvements de terrains, la commune a été reconnue en état de catastrophe naturelle au titre des dommages causés par des mouvements de terrain en 2018.

#### Risque particulier
Dans plusieurs parties du territoire national, le radon, accumulé dans certains logements ou autres locaux, peut constituer une source significative d’exposition de la population aux rayonnements ionisants. Selon la classification de 2018, la commune de Gelos est classée en zone 2, à savoir zone à potentiel radon faible mais sur lesquelles des facteurs géologiques particuliers peuvent faciliter le transfert du radon vers les bâtiments.

## Toponymie
Le toponyme Gelos est mentionné au XIIe siècle (Pierre de Marca) et apparaît sous les formes 
Geloos (1286, titres de Béarn), 
Sent Miqueu de Gelos (1484, notaires de Pau), 
Gellos (1608, réformation de Béarn) et 
Gélos (1863, dictionnaire topographique Béarn-Pays basque).

Ce nom signifie « jaloux » comme de nombreux autres toponymes (Casteljaloux).
Son nom béarnais est Gelòs ou Yelos.

## Histoire

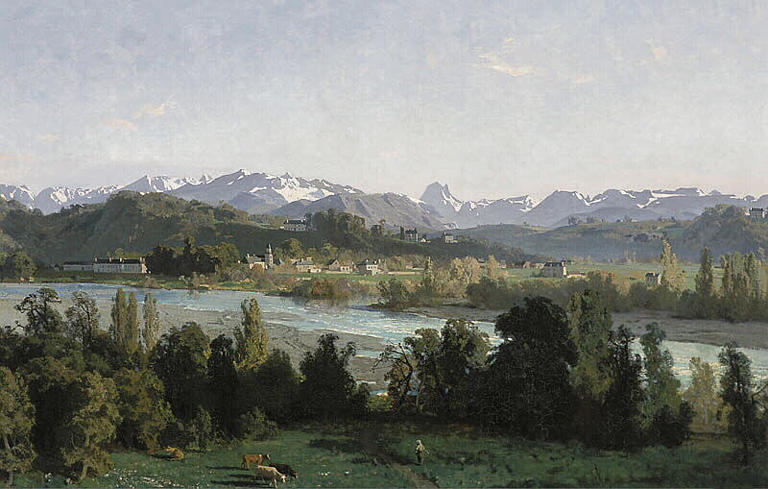
Victor Galos, Gelos et la chaîne des Pyrénées, huile sur toile, XIXe siècle, musée des Beaux-Arts de Pau.

Paul Raymond note que la commune comptait une abbaye laïque, vassale de la vicomté de Béarn. En 1385, Gelos rassemblait vingt feux et dépendait du bailliage de Pau.

## Héraldique
| Blason | Blasonnement : D'argent, à un cercle d'azur cerclé d'or chargé d'une tête de cheval d'argent, accompagné en chef d'un cor de chasse d'or entre deux palmes de sinople, et en pointe d'une branche de laurier et d'une branche de chêne aussi de sinople passées en sautoir.[réf. nécessaire] |

## Politique et administration

### Liste des maires
| Période                                  | Période   | Identité               | Étiquette | Qualité |
| ---------------------------------------- | --------- | ---------------------- | --------- | --- |
| Les données manquantes sont à compléter. |           |                        |           | |
| 1864                                     | 1908      | Pierre Mounaud         |           | |
| 1908                                     | 1918      | Bernard Peyrou         |           | |
| 1918                                     | 1923      | Joseph Lacaze          |           | Horticulteur                                                                                                  |
| 1929                                     | 1936      | Joseph Peyrou          |           | |
| 1936                                     | 1944      | Louis Lacaze           |           | |
| 1944                                     | 1944      | Boniface de Castellane |           | Diplomate |
| 1945                                     | 1947      | Auguste Carraze        |           | |
| octobre 1947                             | mai 1953  | Pierre Castagnos       |           | |
| mai 1953                                 | mars 1959 | Henri Lacaze           |           | Tourneur sur bois                                                                                             |
| mars 1959                                | mars 1965 | Maurice Peyrou         |           | |
| mars 1965                                | mars 1971 | Henri Fanfelle         |           | |
| novembre 1971                            | mars 2014 | André Castro           | DVD       | |
| mars 2014                                | En cours  | Pascal Mora            | DVG       | Attaché territorial 10e vice-président de la CA Pau Béarn Pyrénées Suppléant de la Députée MoDem Josy Poueyto |

### Intercommunalité
Gelos fait partie de six structures intercommunales :
- la communauté d'agglomération de Pau Béarn Pyrénées ;
- le syndicat AEP de la région de Jurançon ;
- le syndicat d’énergie des Pyrénées-Atlantiques ;
- le syndicat intercommunal centre de loisirs de Narcastet ;
- le syndicat intercommunal d'études et de travaux d'aménagement du Soust et de ses affluents ;
- le syndicat intercommunal de défense contre les inondations du gave de Pau.

Gelos accueille le siège du syndicat intercommunal d'études et de travaux d'aménagement du Soust et de ses affluents.

## Population et société

### Démographie
L'évolution du nombre d'habitants est connue à travers les recensements de la population effectués dans la commune depuis 1793. Pour les communes de moins de 10 000 habitants, une enquête de recensement portant sur toute la population est réalisée tous les cinq ans, les populations de référence des années intermédiaires étant quant à elles estimées par interpolation ou extrapolation. Pour la commune, le premier recensement exhaustif entrant dans le cadre du nouveau dispositif a été réalisé en 2004.

En 2022, la commune comptait 3 595 habitants, en évolution de +2,74 % par rapport à 2016 (Pyrénées-Atlantiques : +3,78 %, France hors Mayotte : +2,11 %).
| 1793 | 1800 | 1806 | 1821 | 1831  | 1836  | 1841  | 1846  | 1851  |
| ---- | ---- | ---- | ---- | ----- | ----- | ----- | ----- | ----- |
| 723  | 753  | 818  | 929  | 1 051 | 1 104 | 1 158 | 1 127 | 1 143 |

| 1856  | 1861  | 1866  | 1872  | 1876  | 1881  | 1886  | 1891  | 1896  |
| ----- | ----- | ----- | ----- | ----- | ----- | ----- | ----- | ----- |
| 1 100 | 1 171 | 1 270 | 1 313 | 1 328 | 1 377 | 1 459 | 1 537 | 1 635 |

| 1901  | 1906  | 1911  | 1921  | 1926  | 1931  | 1936  | 1946  | 1954  |
| ----- | ----- | ----- | ----- | ----- | ----- | ----- | ----- | ----- |
| 1 581 | 1 606 | 1 726 | 1 720 | 1 743 | 2 021 | 2 135 | 2 509 | 2 762 |

| 1962  | 1968  | 1975  | 1982  | 1990  | 1999  | 2004  | 2006  | 2009  |
| ----- | ----- | ----- | ----- | ----- | ----- | ----- | ----- | ----- |
| 2 724 | 3 367 | 3 161 | 3 148 | 3 529 | 3 666 | 3 714 | 3 683 | 3 693 |

| 2014  | 2019  | 2022  | - | - | - | - | - | - |
| ----- | ----- | ----- | - | - | - | - | - | - |
| 3 540 | 3 652 | 3 595 | - | - | - | - | - | - |

Gelos fait partie de l'aire d'attraction de Pau.

## Économie
La commune fait partie des zones AOC du vignoble du Jurançon et du Béarn et de celle de l'ossau-iraty.

## Culture locale et patrimoine

### Patrimoine civil
Le haras national de Gelos occupe le château, qui date de 1784. Le haras possède des voitures hippomobiles classées au titre d'objet aux monuments historiques.

### Patrimoine religieux
L'église Saint-Michel fut construite dans la deuxième moitié du XIXe siècle.

## Équipements
Enseignement
Gelos dispose de trois écoles primaires, deux publiques (Belos-Bourg et Hameau) et l'autre privée (école Saint-Joseph), ainsi qu'un lycée des métiers de l’habitat (anciennement LEP).

### Sports
L'Union Sportive Vaillante Gelosienne, issu de la fusion des deux anciennes entités de la ville en 2006 (la Vaillante de Gelos, fondée en 1908 et la Gelosienne), est le club omnisports de Gelos comptant plusieurs sections sportives: football, pelote basque, volley-ball, judo, badminton...
L'USVG Football, champion de D3 en 2016, champion de D2 en 2018, et vainqueur de la Coupe Vispaly en 2019 évolue pour la saison 2020-2021 en Régionale 3 (Ligue de Football de Nouvelle Aquitaine).
La section football de l'USVG organise chaque année un Tournoi destiné aux jeunes joueurs U11 et U13 qui connaît un grand succès et a un rayonnement dans tout le grand Sud Ouest.
La Vaillante de Gelos était active en 1902, et était avant la Première Guerre mondiale très active dans le domaine de la gymnastique. La Vaillante est officiellement fondée le 6 novembre 1908 , patronage de l'église Saint-Michel. Les Vaillants s'orientent ensuite vers le rugby et la barette, puis le football à partir des années 20. En 1923, la Vaillante est championne de l'Union Pyrénéenne deuxième série. La Vaillante tire certainement ses origines des Enfants de Gelos, club de barette fondé en 1900, proche du Stade Palois.
L'Union Sportive Gelosienne (maillot rouget et vert), en activité en 1901, est à l'époque orientée vers la barette, puis le rugby,.

## Personnalités liées à la commune

### Nées auXIXesiècle
- Simin Palay, né en 1874 à Casteide-Doat et décédé en 1965 à Gelos, est un poète et philologue français d'expression béarnaise.
- Jean Loew (1886-1915), figure au Panthéon dans la liste des 560 écrivains morts pour la France. Il se marie à Gelos en 1912 et habite la Villa Tourné.

### Nées auXXesiècle
- Jean Matheu-Cambas, né en 1920 à Gelos et décédé en 1989, est un joueur français de rugby à XV, qui a joué avec l'équipe de France au poste de troisième ligne aile ;
- René Lourau, né en 1933 à Gelos et décédé en 2000, est un sociologue et intellectuel français, professeur de sociologie à l'Université Paris VIII (en 1994), professeur de sciences politiques et de sciences de l'éducation à l'université Paris VIII (en 1999) ;
- Éric Gonzalès, né en 1964 à Pau, est un écrivain de langue occitane. Son premier roman, L'òrra istuèra d'un hilh de Gelòs ('l'horrible histoire d'un fils de Gelos'), paru en 1996 raconte la jeunesse d'un homme qui finira par se jeter dans le gave de Pau après avoir vainement tenté d'assassiner ses parents.

### Fiction
Dans À la Recherche du temps perdu, Proust fait naître Françoise, cuisinière du narrateur et de sa famille, à Gelos.